# Pogno
Pogno (piemontesisch und lombardisch Pogn oder Pògn) ist eine Gemeinde mit 1353 Einwohnern (Stand 31. Dezember 2023) in der italienischen Provinz Novara (NO), Region Piemont.
Die Nachbargemeinden sind Gozzano, Madonna del Sasso, San Maurizio d’Opaglio, Soriso und Valduggia.
Das Gemeindegebiet umfasst eine Fläche von 10 km².